# 全国家庭電気製品公正取引協議会
公益社団法人 全国家庭電気製品公正取引協議会（ぜんこくかていでんきせいひんこうせいとりひききょうぎかい）は、内閣府認定の公益社団法人。

## 概要
- 所在：東京都港区西新橋
- 設立：1991年11月1日